# 炮兵上將 (德國)
炮兵上將（德語：General der Artillerie）是一個三星上將軍銜，相當於現代武裝部隊OF-8級，包括在德意志帝國陸軍及其普魯士、巴伐利亞、薩克森和符騰堡的部隊。它也被用於威玛防卫軍和德國國防軍。是低於大將（Generaloberst）的第二高常規軍階；今天在德國聯邦國防軍中將軍階相當於傳統的砲兵上將軍階。東德軍隊中沒有同等軍銜，因此合併為將軍軍階。
炮兵上將屬於「兵種上將」的一種，是同階級裡最常見的，德國陸軍其他同級的還有「騎兵上將」、「通信兵上將」、「工兵上將」、「山地兵上將」、「裝甲兵上將」、「步兵上將」等等。
「步兵上將」軍銜亦存在於奧匈陸軍軍隊與芬蘭陸軍中。